# Ellscheid (Haan)
Ellscheid war bis 1867 eine Landgemeinde im damaligen Kreis Mettmann in der preußischen Rheinprovinz. Die Gemeinde war aus einer alten bergischen Honnschaft hervorgegangen. Das frühere Gemeindegebiet gehört heute zu den Städten Erkrath und Haan im Kreis Mettmann in Nordrhein-Westfalen.

## Geographie
Ellscheid war eine Streusiedlung ohne eigentlichen Dorfkern. Im 19. Jahrhundert gehörten die folgenden Ansiedlungen und Höfe zur Gemeinde:
| - Banden - Brill - Brotzhecke - Büschchen - Drisch - Eickert - Elp - Elperschlagbaum - Gellenkothen - Höfchen | - Holthausen - Horstmannsmühle - Kamphausen - Kleinklophausen - Kothen - Krieckhausen - Mahnert - Mahnertmühle - Oberellscheid - Oberklophausen | - Obermahnert - Schallbruch - Scheuerchen - Stropmütze - Unterellscheid - Unterklophausen - Untermahnert - Vogelsang - Windfoch - Zwischenellscheid |

Die Gemeinde wurde in Ost-West-Richtung vom Mahnerter Bach und vom Hühnerbach durchflossen. Das ehemalige Gemeindegebiet liegt beidseitig der heutigen Bundesautobahn 46. Von der ehemaligen Gemeinde zeugen heute noch eine Reihe von Flur- und Straßennamen in Haan, das Gewerbegebiet Schallbruch, der Parkplatz Stropmütze an der Bundesautobahn 46 und das Gut Haus Mahnert in Erkrath-Hochdahl.

## Geschichte
Die früheste bekannte urkundliche Erwähnung von Ellscheid stammt aus dem Jahr 1589. Die Honnschaft Ellscheid gehörte historisch zum Amt Mettmann des Herzogtums Berg. In der Franzosenzeit wurde Ellscheid Bestandteil der Munizipalität bzw. Mairie Haan im Kanton Mettmann des Großherzogtums Berg. Nachdem Berg an Preußen gefallen war, bestand die Mairie Haan als Bürgermeisterei im Kreis Elberfeld fort und die Honnschaft Ellscheid wurde eine ihrer „Spezialhaushaltsgemeinden“. Mit der Gemeinde-Ordnung für die Rheinprovinz wurde Ellscheid 1845 zu einer Gemeinde in der Bürgermeisterei Haan des Kreises Elberfeld (ab 1861 Kreis Mettmann). Die Gemeinde Ellscheid wurde 1876 nach Haan eingemeindet. Durch das Düsseldorf-Gesetz fielen 1975 Teile der ehemaligen Gemeinde Ellscheid rund um Mahnert an die Stadt Erkrath.

## Einwohnerentwicklung
| Jahr | Einwohner | Quelle |
| ---- | --------- | ------ |
| 1832 | 511       | [ 3 ]  |
| 1861 | 531       | [ 6 ]  |
| 1871 | 644       | [ 1 ]  |
| 1885 | 757       | [ 7 ]  |